# Landiras
Landiras är en kommun i departementet Gironde i regionen Nouvelle-Aquitaine i sydvästra Frankrike. Kommunen ligger i kantonen Podensac som tillhör arrondissementet Langon. År 2022 hade Landiras 2 245 invånare.

## Befolkningsutveckling
Antalet invånare i kommunen Landiras
Referens:INSEE